# Groupe Mandon
Pour les articles homonymes, voir Mandon.
 (mars 2012).
Si vous disposez d'ouvrages ou d'articles de référence ou si vous connaissez des sites web de qualité traitant du thème abordé ici, merci de compléter l'article en donnant les références utiles à sa vérifiabilité et en les liant à la section « Notes et références ».
Le groupe Mandon est une entreprise française de services aux commerçants et collectivités locales.
Fondé en 1869 par Romain Vernaison, le groupe fait partie des entreprises familiales françaises centenaires.

## Historique
À la suite de l'édification de fortins (partie d’une ceinture défensive construite autour de la ville pour prévenir les invasions) autour de Paris en 1841, les premiers « puciers » (allusion aux marchés aux puces), appelés à l'époque « biffins », « crocheteurs » ou « pêcheurs de lune » s’installent aux portes de Clignancourt, de Vanves et de Montreuil. 
Ils commercialisent le produit de leur chine au pied des fortifications de Paris, pour ne pas payer l'octroi.
Ils sont rejoints par d'autres marchands et ensuite les guinguettes apparaissent.
Romain Vernaison, concessionnaire aux halles centrales de Paris et loueur de chaises dans les squares et jardins publics, crée le groupe Mandon en 1869. 
À l'issue de la Première Guerre mondiale, l'État décide de supprimer les puciers installés sur les fortifications pour cause d'insalubrité. En 1920[réf. nécessaire], Romain Vernaison achète le terrain des « 26 arpents ». Il fait construire des maisonnettes, les loue aux puciers ayant le plus « pignon sur rue ».
Le marché aux puces de Saint-Ouen, tel que nous le connaissons, naît alors. Il est depuis devenu l'un des lieux les plus visités en France (avec plus de six millions de visiteurs annuels).
Pendant des dizaines d'années, le groupe Mandon exerce ses compétences en matière de gestion dans de multiples domaines : ceux des piscines, des patinoires, des parkings, et bien sûr des marchés, des foires et des fêtes foraines.
Le groupe s'occupe aussi des parcs de stationnement des halles de Paris jusqu'en 1969 et des parcs de stationnement aux abattoirs de la Villette et quai de la Mégisserie.
Au fil des ans, le groupe Mandon exploite de nombreux marchés. Il fabrique aussi du matériel pour les marchés et des barnums pour la couvertures des étalages.
Depuis 1985, il est géré par Virginie Mandon, descendante du fondateur Romain Vernaison. En 1985, le groupe avait 70 salariés et la gestion d’une cinquantaine de marchés en Île-de-France ; dans les années 2010, l'ensemble du groupe compte plus de 300 salariés, présents sur différents marchés dans toute la France.
Le groupe Mandon est l’un des principaux concessionnaires de droits communaux en France.

## Activités du groupe
Le groupe a, depuis sa création, diversifié ses activités :
- création de brocantes à Paris et en Île-de-France ;
- création de salons des collectionneurs ;
- création de marchés de Noël à Paris et en Île-de-France
- construction de halles couvertes (Aubervilliers, Beaumont-sur-Oise, Le Plessis-Robinson) ;
- création de marchés de l'art.

Depuis 2004, le groupe gère le marché de la Création de Montparnasse sur le terre-plein du boulevard Edgar-Quinet avec 140 artistes. Il a créé en mai 2004, le marché de la création Bastille, boulevard Richard-Lenoir, qui accueille aujourd'hui environ 260 artistes (sculpteurs, peintres, plasticiens, photographes, etc.).